# アルバジン
アルバジン（ロシア語:Албазин；ラテン語:Albazin）は、モスクワ国家・ロシア帝国の建設した砦である。満州語ではヤクサ（満州語のラテン文字表記:yaksa；中国語:雅克薩；ロシア語:Якса）と呼ばれた。元は現地のダウール族のアルバザの領地で、名称は「アルバザ」のロシア語の物主形容詞による。
ロシアが極東へ進出した時期に、重要な前線拠点として機能した。現在は、跡地近くにアムール州・スコヴォロジノー地区に属する人口数百の小さなアルバジノー村（Албазино）が存在する。砦の跡地は草地になっており、土塁の後が残っている。また、敷地内には戦死者を弔う教会が建てられている。

## 歴史
ヤクサ（当時のアルバジン）は黒竜江城（黒川新城、アイグン新城など）から北西1,300キロの距離にあり、街の東には河港があった。ヤクサは満州語で「崩れた河湾」と言う意味だった。この頃は、ツングース系民族のエヴェンキ族の一派ソロン族、特にダウール族によって建てられた木造の町で、ウルムスタン村長のボムボゴール王子が治めていたとされるが、モンゴルに遠征した父ホンタイジに逆らったため平定された。

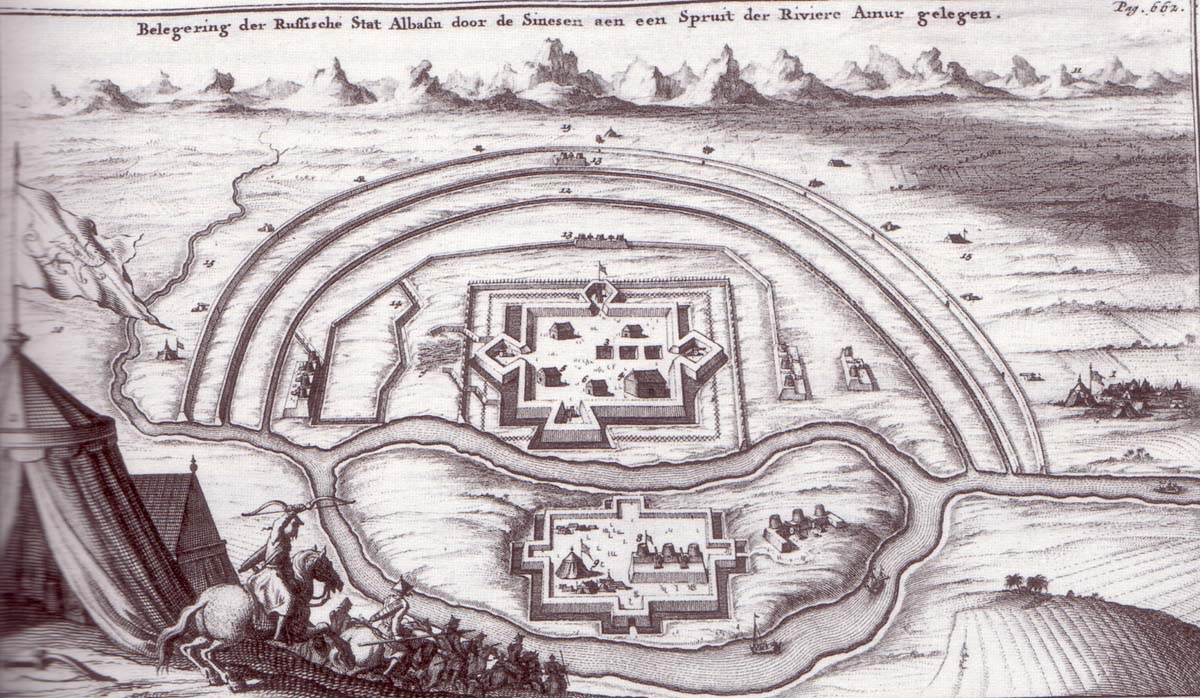
アルバジン砦を攻撃する清軍（1685年）

17世紀、ロシアは毛皮の入手などを図ってシベリアへと版図を拡大させていった。トボリスク、マンガゼヤなど徐々に拠点を東方へ拡大し、1651年にはエロフェイ・ハバロフ率いるコサックの一派がアムール川の畔にアルバジン砦を建設した。1655年からは、ニツェフォル・チェルニホフスキが現地の指揮を取るようになった。アルバジン砦は、中国では中国的な石製の城壁と門を構えた城塞として描いていることがあるが、実際にはロシア式の簡素な木製の砦であった。この地域が穀物生産が可能な地域であったため、ロシア農民の移住もみられた。
一方、この地域へのロシア進出を警戒する清は、1659年にこれを攻撃しいったんは砦を破壊した（清露国境紛争）。1665年に再建されたため、1685年に清は再び陥落させたが、ロシア側はネルチンスクから軍事支援を得て再度勢力を回復させた。1686年にも軍事衝突が起こるなど両国の対立が続いたため、この地域の領有をめぐりネルチンスクで話し合いが行われた。
その結果、1689年にネルチンスク条約が成立し、アルバジンを含むアムール川流域は清に属することが確認された。同時に、アルバジン砦は取り壊されることで合意された。これにより、ロシアのアムール川方面への南下は困難となり、オホーツク港を経てカムチャツカ半島方面への進出が強められることになった。
1858年、清の弱体化が進むと、ロシアの間で愛琿条約（アイグン条約）が結ばれ、アムール川以北がロシア領に変更された。これによりアルバジンもロシアの統治下におかれ、新たにアムール・コサックの拠点がかつての砦の近くに作られた。